# Бобки (посёлок станции, Пермский край)
Бобки — посёлок в Добрянском районе Пермского края. Входит в состав Краснослудского сельского поселения.

## География
Расположен на юге Добрянского района. Железнодорожная станция Бобки.

## Население
| 2010 |
| ---- |
| 80   |

## Топографические карты
- Лист карты O-40-66 Сылва. Масштаб: 1 : 100 000. Издание 1977 г.